# Boris Blank
Boris Blank (Zurigo, 15 gennaio 1952) è un musicista svizzero, noto come tastierista del gruppo musicale elettronico e techno degli Yello.

## Biografia
Appassionato di elettronica sin dall'adolescenza, iniziò a sperimentare con microfoni, effetti di eco e di voce robotica campionata. Ha fondato gli Yello insieme all'amico Dieter Meier e a Carlos Perón, che però rimase membro del gruppo solo per alcuni anni. È sia il compositore del gruppo nonché responsabile del suono. Cieco dalla nascita da un occhio, vive a Zurigo con la moglie e la figlia Olivia.